# Terrorisme en 2020
Chronologie du terrorisme
- 2016
- 2017
- 2018
- 2019
- 2020
- 2021
- 2022
- 2023
- 2024

Cet article comprend une liste non exhaustive d'attentats et attaques notables ayant eu lieu dans le monde en 2020, dans l'ordre chronologique, qu'ils aient été ou non meurtriers.

## Événements

### Janvier
- France : le 3 janvier 2020, un homme attaque des passants dans le Parc départemental des Hautes-Bruyères à Villejuif au cri d'Allah Akbar faisant 1 mort et 2 blessés[1]. L'attaquant est abattu par la police[2].
- Burkina Faso : le 4 janvier 2020, 14 civils, dont des écoliers, sont tués par l'explosion d'un engin explosif improvisé au passage de leur car sur la route entre Toéni et Tougan[3].
- Nigeria : le 6 janvier 2020, 38 personnes sont tuées[4] et 35 autres blessées dans l'explosion d'une bombe sur un pont bondé reliant Gamboru à Fotokol de l'autre côté de la frontière nigéro-camerounaise[5],[6].
- Somalie : le 8 janvier 2020, un kamikaze se fait exploser en voiture-piégée sur un barrage routier près de la Chambre du peuple de Mogadiscio, provoquant au moins 4 morts et 10 blessés, les Shebabs revendiquent l'attentat, selon l'enquête la vraie cible du terroriste était le Parlement mais le terroriste a choisi d'exploser sur le barrage car les forces de l'ordre l'empêchaient de passer[7].
- Pakistan : le 10 janvier 2020, une bombe explose dans une mosquée dans une localité proche de Quetta au Baloutchistan faisant 10 morts et 16 blessés[8]. L'attentat n'a pas été revendiqué[9].
- Afghanistan : le 16 janvier 2020, à Zeyarat dans le district de Shahr-e-Safa au sud de la province de Zabol, 5 employés de Da Afghanistan Breshna Sherkat, la compagnie nationale d’électricité afghane sont tués dans l'explosion d'une mine terrestre au passage de leur véhicule. Mohammadullah Amiri, le porte-parole de la police locale, accuse les talibans d'avoir placé la mine[10].
- Cameroun : le 17 janvier 2020, Boko Haram vandalise le village d'Hidoua (dont 98% de la population est de confession chrétienne) pendant environ 4 heures, tuant 5 civils et détruisant 195 habitations[11].
- Afghanistan : le 18 janvier 2020, 6 membres d'une même famille, dont une petite fille, sont assassinés par les talibans (qui les accusaient d'actes immoraux, comme le fait de travailler dans la prostitution) à Andkhoi. La mère et la sœur jumelle de la fillette, blessées, survivent au carnage, mais les deux jambes de cette dernière ont du être amputées le lendemain. Les talibans nient toute responsabilité dans le massacre et affirment qu'il fait suite à un différend personnel[12].
- Cameroun : le 18 janvier 2020, 5 villageois sont tués et 2 autres blessés lors d'une attaque nocturne de Boko Haram contre la localité de Gancé, à 6 kilomètres à l'ouest de Kolofata dans l'Extrême-Nord du pays[13].
- Tchad : dans la nuit du 19 au 20 janvier 2020, une kamikaze se fait exploser dans le village de Kaïga-Kindjiria dans la province du lac Tchad à l'ouest du pays. L'attaque fait 9 morts[14].
- Burkina Faso : le 20 janvier 2020, dans la province de Sanmatenga, six hommes armés[15] font irruption dans le marché du village de Nagraogo (qui sera par la suite incendié) et ouvrent le feu sur la foule : 32 civils sont tués et 3 autres blessés. Dans sa fuite, le commando abat 4 nouveaux civils au niveau du village d'Alamou[16].
- Afghanistan : le 22 janvier 2020, 8 personnes (6 policiers et 2 civils) sont tuées et au moins 10 autres (7 membres des forces de sécurité et 3 civils) blessées par les talibans dans une embuscade sur l'AH7 (en) entre Baghlân et Kondoz[17].
- République démocratique du Congo : le 22 janvier 2020, au moins 9 civils (dont une jeune écolière[18]) sont tués par les Forces démocratiques alliées dans la localité de Mayimoya à 33 kilomètres au nord-ouest de Beni[19].
- Nigeria : le 23 janvier 2020, des combattants de Boko Haram ouvrent le feu sur des civils qui étaient en train de ramasser du bois aux abords de la ville de Dikoa, 5 d'entre eux sont tués et plusieurs autres kidnappés[20].
- Burkina Faso : le 26 janvier 2020, dans l'après-midi des hommes armés encerclent le marché de Silgadji et séparent la population civile présente sur place en deux groupes : les hommes et les femmes. Les premiers sont tous sommairement exécutés, tandis que les secondes sont contraintes de quitter le village. Au total, 39 personnes périssent au cours de l'attaque[21].
- Cameroun : le 28 janvier 2020, 5 pêcheurs sont tués par des membres de Boko Haram près de l’île de Blaram sur le lac Tchad[22].
- République démocratique du Congo : dans la nuit du 29 au 30 janvier 2020, au moins 36 civils sont découpés à la machette par des membres des Forces démocratiques alliées à Manzigi, au nord-ouest de la cité d’Oicha[23].

### Février
- Burkina Faso : dans la nuit du 1er au 2 février 2020, une vingtaine de civils sont tués à Bani dans une « attaque jihadiste » perpétrée par des tueurs à moto[24].
- Royaume-Uni : le 2 février 2020, trois personnes sont blessées après qu’un homme ait attaqué des passants à la machette sur Streatham High Road (en), à Londres. L’agresseur, vêtu d'un gilet explosif factice, est abattu par la police[25]. Daech revendique l'attentat le lendemain[26].
- Israël :
  - le 6 février 2020, une attaque à la voiture bélier à Jérusalem fait 14 blessés, dont 12 soldats israéliens[27].
  - le 6 février 2020, une fusillade éclate sur le mont du temple à Jérusalem, blessant un policer israélien. Le tireur est abattu[28].
- Mali : le 8 février 2020, un éleveur, Sadou Yehia, enlevé le 5 février, est assassiné par un groupe terroriste, potentiellement car il avait témoigné le 12 décembre 2019 devant France 24 du racket commis par les groupes djihadistes sur les éleveurs de la région du Gourma[29].
- Algérie : le 9 février 2020, un kamikaze tente de rentrer avec un véhicule tout-terrain piégé dans la caserne militaire de Bordj Badji Mokhtar, près de la Frontière entre l'Algérie et le Mali, mais est empêché d'accès par un militaire algérien, il fait alors exploser son véhicule, se tuant lui et le militaire[30] ; il s'agit du premier attentat-suicide aux explosifs en Algérie depuis 2017 et du premier attentat dans le sud du pays depuis des années[30].
- Nigeria : le 9 février 2020, des djihadistes attaquent le village d'Auno et les véhicules dans ses environs, situés sur la route stratégique entre Maiduguri (État du Borno) et Damaturu (État de Yobé) - vitale pour l'approvisionnement de Maiduguri[31] - tuant au moins 30 civils, et enlevant plusieurs femmes et enfants, avant de piller Auno puis d'incendier le village et les véhicules[31] ; Iswap, une branche de Boko Haram, est suspecté[31].
- Burkina Faso : le 10 février 2020, 7 personnes sont enlevées au domicile d'un pasteur à Sebba, probablement par un groupe terroriste djihadiste ; 5 d'entre-eux dont le pasteur seront retrouvés morts le 13 février et les 2 autres vivantes[32].
- Afghanistan : le 11 février 2020, un kamikaze se fait exploser au checkpoint d'entrée de l'Académie militaire au sud de Kaboul. L'explosion fait 5 morts et 12 blessés dont plusieurs militaires[33].
- Burkina Faso : le 16 février 2020, un groupe armé terroriste, présumé djihadiste, attaque l'église protestante de Pansi (proche de Sebba) durant la messe dominicale, et peut-être le reste du village, provoquant au moins 24 morts dont le pasteur et 18 blessés, dans un contexte où les groupes terroristes djihadistes contre les communautés chrétiennes et les musulmans modérés de la région Sahel sont en augmentation[32].
- Brésil : le 19 février 2020, le sénateur et ancien ministre de l'éducation (sous le gouvernement de Dilma Rousseff) Cid Gomes (en) doit être hospitalisé après qu'on lui ait tiré dessus alors qu'il rencontrait des policiers militaires grévistes[34].
- Allemagne : la nuit du 19 février 2020, un individu tire sur deux bars à chicha au centre de Hanau (Hesse), provoquant 9 morts, puis se suicide à son domicile probablement après avoir tué sa mère[35]. Un manifeste et une vidéo sont retrouvés à son domicile indiquant clairement ses motivations eugénistes, conspirationnistes, génocidaires envers des populations non-Blanches et xénophobes, ce qui indique la piste d'un acte terroriste d'extrême-droite[35].
- Canada : le 24 février, un mineur de 17 ans attaque à la machette un salon de massage érotique à Toronto, tuant une femme et blessant deux autres personnes (une femme et un homme), l'enquête de la Gendarmerie royale du Canada démontre qu'il s'inspirait du mouvement misogyne « incel »[36] ; lors de la première comparution de l'accusé devant un tribunal le 19 mai pour meurtre au premier degré et tentatives de meurtres, la justice les chefs d'accusation sont requalifiés en activités terroristes[36], sur recommandation de la Gendarmerie royale et de la police de Toronto, c'est la première fois au Canada qu'un incel fait face à un chef d’accusation de terrorisme[37].

### Mars
- Afghanistan :
  - le 2 mars 2020, un attentat à la moto-piégée contre un match de football dans la province de Khost provoque 3 morts et 11 blessés[38] ; l'attentat n'est pas revendiqué, mais la police afghane suspecte les Talibans, ce qui implique la fin de la trêve qui avait cours depuis le 22 février entre eux et les Forces armées afghanes, et qu'un accord de paix avait été signé le 29 février entre les États-Unis et les Talibans pour permettre le retrait des Américains de la guerre d'Afghanistan[38].
  - le 6 mars 2020, deux djihadistes attaquent avec des armes automatiques, des grenades et des lance-roquettes, un meeting politique et rassemblement commémoratif en l'honneur d'Abdul Ali Mazari à Kaboul où se trouvaient des hommes politiques afghans importants, dont Abdullah Abdullah (ancien premier ministre et chef d'un gouvernement parallèle depuis qu'il revendique la victoire à l'élection présidentielle afghane de 2019), Hamid Karzai (ancien président de l'Afghanistan) et Salahuddin Rabbani (ancien premier ministre)[39],[40] ; tous survivent, mais l'attentat provoque 29[39] ou 32[40] morts, dont des femmes et des enfants, et au moins 58 blessés[40] ; les deux assaillants sont abattus par la police, Daech revendique l'attentat[39].
- Tunisie : le 6 mars 2020, deux kamikazes attaquent l'ambassade des États-Unis à Tunis, l'un d'eux est abattu par la police et l'autre se fait exploser, tuant un policier qui protégeait l'ambassade et blessant 4 autres policiers et une femme civile[41],[42].
- Soudan : le 9 mars 2020, le Premier Ministre du Soudan, Abdallah Hamdok, est hospitalisé après avoir survécu à un attentat à la bombe qui visait sa voiture ; il n'est cependant pas blessé, au contraire d'un des membres de son convoi[43].
- Mali :
  - le 25 mars 2020, durant la campagne pour les élections législatives maliennes de 2020, le convoi du chef de file de l'opposition Soumaïla Cissé est attaqué par des hommes armés à moto, son garde du corps est tué, deux de ses proches sont blessés, Cissé et 11 membres de son équipe de campagne sont enlevés ; 5 otages seront relâchés pour aller dire aux autorités maliennes que Cissé est gardé vivant ; la piste de djihadistes d'Amadou Koufa liés à Al-Qaïda est privilégiée, mais dans le contexte politique et sécuritaire du Mali ce n'est pas confirmé[44] ; le 3 avril, tous les otages sauf Cissé sont relâchés[45] ;
  - le 29 mars, le jour du premier tour des élections législatives, plusieurs présidents de bureaux de vote sont enlevés dans le pays[46].

### Avril
- États-Unis : le 3 avril, un engin incendiaire artisanal est posé contre l'entrée d'une maison de retraite pour Juifs à Longmeadow (Massachusetts), profitant du fait que les résidents y soit confinés à cause de la pandémie de covid-19 pour augmenter le nombre de victimes, mais l'engin dysfonctionne et ne s'allume pas[47] ; le 15 avril, le terroriste présumé est identifié grâce à son ADN retrouvé sur l'engin, John Michael Rathbun un Chrétien extrémiste de 36 ans, et arrêté par le FBI, selon l'enquête il aurait agi pour le compte d'un groupe suprémaciste blanc qui encourage les tueries de masse dirigées contre les minorités religieuses et raciales aux États-Unis[47].
- France : le 4 avril 2020, un homme attaque au couteau plusieurs personnes à Romans-sur-Isère dans la Drôme et fait 2 morts et 7 blessés[48].
- Cameroun : le 6 avril, deux kamikazes de Boko Haram se font exploser dans la localité d'Amchidé proche de la frontière avec le Nigeria, tuant 7 civils et en blessant 14 autres[49].
- Mozambique : le 8 avril 2020, à Xitaxi dans le district de Muidumbe, 52 jeunes villageois sont fusillés ou décapités par des membres d'un groupe islamiste extrémiste, après avoir refusé de rejoindre leurs rangs[50].
- Mali : le 19 avril 2020, jour du deuxième tour des élections législatives, un président de bureau de vote est enlevé à Ouro Modi[51].
- France : le 27 avril 2020, un homme, à la fois soutien extrémiste de la cause palestinienne et ayant fait allégeance à l'État islamique, percute volontairement avec sa voiture trois policiers motards à Colombes (Hauts-de-Seine), les blessant grièvement, avant d'être interpellé par d'autres policiers municipaux qui se trouvaient sur les mêmes lieux[52].
- Syrie (zone contrôlée par la Turquie et ses alliés) : le 28 avril, l'explosion d'un camion-citerne piégé rempli de carburant au marché d'Afrine tue au moins 52 personnes (civils et combattants confondus) et en blesse environ 50 autres ; l'attentat n'est pas revendiqué, le Ministère de la Défense accuse le groupe indépendantiste kurde Unités de protection du peuple[53], ce que le groupe nie[54].
- Afghanistan :
  - le 27 avril 2020, un kamikaze se fait exploser à proximité d'une base militaire (visitée la veille par le ministre de la Défense afghan (en), Asadullah Khalid et le commandant des forces américaines en Afghanistan, Austin S. Miller (en)) dans le district de Char Asiab (en), tuant 3 civils et en blessant 15 autres. Tareq Arian, porte-parole du ministère de l'Intérieur afghan (en), accuse les talibans d'être derrière l'attaque, qu'il qualifie de « crime contre l'humanité »[55].
  - le 29 avril 2020, 5 membres d'une même famille (dont un enfant) sont tués à Nazar Khan dans le district d'Andar (en) par une bombe posée sur le bord de la route par des talibans[56].

### Mai
- Pakistan :
  - le 1er mai 2020 à Wana, Sardar Arif Wazir, activiste des droits des Pachtounes et leader de l'association de protection des droits de l'homme Pashtun Tahafuz Movement, est gravement blessé par des tirs émis depuis un véhicule qui s'enfuit après, Arif Wazir succombera de ses blessures le lendemain dans un hôpital d'Islamabad[57]; l'attentat n'est pas revendiqué, mais l'avocat de l'association Mohsin Dawar dénonce un acte de terrorisme d'État, la famille Arif Wazir ayant déjà été attaquées par des partisans du gouvernement et Sardar arrêté par la police pakistanaise le 17 avril précédent pour un discours qu'il avait prononcé en Afghanistan[57] ;
  - le 10 mai, une mine de charbon du district de Harnai (Baloutchistan) est attaquée par armes à feu, tuant 5 ouvriers et gardes de sécurité, un véhicule paramilitaire chargé d'assurer la sécurité de la zone explose sur une mine antivéhicule en voulant se rendre à la mine, blessant un des soldats qui s'y trouvait, l'attaque est revendiquée par les séparatistes Baloutches de l'Armée de Libération du Balouchistan[58] ;
  - le 11 mai, un commando armé attaque l'hôtel de luxe chinois Pearl Continental dans le port de Gwadar, provoquant 5 morts et 6 blessés[59], tandis que 4 assaillants sont abattus, l'acte est revendiqué par l'Armée de Libération du Balouchistan[60].
- Afghanistan :
  - le 12 mai 2020, trois attaques frappent le pays et relancent les hostilités entre le gouvernement et les Talibans[61] :
    - trois hommes armés et déguisés en policiers attaquent une maternité gérée par MSF à Kaboul, dans le quartier hazara de Dashte Barchi, et y tuent 24 civils (dont des mères, des nouveau-nés, et des infirmières) et en blessent au moins 16 autres, avant que les forces spéciales afghanes n'interviennent, tuant les trois assaillants au cours d'une fusillade qui aura duré plusieurs heures, et évacuant les survivants (100 femmes et enfants, dont 3 étrangers)[62]. Le vice-président afghan (en), Amrullah Saleh, accuse les talibans d'être derrière l'attaque, qu'ils ont pourtant condamné. Le représentant spécial américain pour la réconciliation afghane, Zalmay Khalilzad, accuse quant à lui Daech, qui n'a pas publié de revendication[63].
    - une explosion tue un enfant dans la province de Khost[64].
    - un attentat-suicide visant les funérailles d'un commandant de police dans le district de Kuz Kunar (en) tue 32 personnes et en blesse 133 autres[65]. Cet attentat est revendiqué par l'État islamique[61],[64].

  - le 14 mai 2020, un attentat au camion-piégé dans la ville de Gardêz tue au moins cinq civils et en blesse des dizaines d'autres, le porte-parole des taliban, Zabihullah Mujahid, revendique la responsabilité de l'attentat au nom de son mouvement, tandis que le porte-parole de l'Armée dans la province de Paktiya Emal Khan Momand accuse précisément le Réseau Haqqani, un sous-groupe des taliban qui ne revendique presque jamais ses actions[66].
- Irak : le 15 mai 2020, à l'aube, des militants de Daech pénètrent par effraction dans une maison de la zone de Jillam, près de Samarra, et tuent les six membres de la famille qui y vivait (un homme, trois de ses fils, une femme et un enfant), avant de mettre le feu à leur maison, à leurs deux voitures, à leur ferme de blé ainsi qu'à une partie de leur bétail[67].
- Somalie (territoire contrôlé par les indépendantistes du Pount) : le gouverneur de Mudug Ahmed Muse Nur et 3 de ses gardes du corps sont tués dans l'explosion d'une voiture-piégée, les Shebabs revendiquent l'attentat[68].
- Afghanistan : le 18 mai, un attentat à la voiture-piégée revendiqué par les Talibans vise un bâtiment des services de renseignement afghans à Ghazni, provoquant 9 morts et une quarantaine de blessés tous membres de ces services[69].
- Burkina Faso : le GSIM prend en embuscade des combattants pro-gouvernement dans le secteur de Banh, dans la région du Loroum, provoquant la mort de 7 d'entre-eux (2 militaires et 5 miliciens du groupe "Volontaires de la défense de la patrie")[70].
- Afghanistan : le 19 mai, des tireurs ouvrent le feu dans une mosquée de Tcharikar (capitale de la province de Parwan) avant de s'enfuir, provoquant 7 morts et 12 blessés, le Ministère de l'intérieur accuse les Talibans, ce que le groupe nie[71].
- Pakistan : le 19 mai, 7 soldats sont tués dans deux attaques au Balouchistan, 6 dans l'explosion d'une bombe posée sur le bord d'une route alors qu'ils patrouillaient dans les environs de Pir Ghaib (55 km au sud-est de Quetta), 1 autre dans un échange de coups de feu avec des terroristes proche de la frontière avec l'Iran[72] ; ces attentats ne sont pas revendiqués, les autorités pakistanaises soupçonnent les séparatistes de l'Armée de Libération du Balouchistan, en faisant le lien avec un autre attentat qui a provoqué la mort de 6 autres soldats plus tôt dans le mois qui lui avait été revendiqué par cette organisation[72].
- Afghanistan : le 28 mai, un checkpoint des forces de sécurité dans le district de Seyagird est attaqué et incendié, provoquant la mort de 7 de leurs membres et en blessant un autre, la police afghane accuse les talibans, ce qui confirme l'expiration du cessez-le-feu qui avait été décrété le 19 mai à l'occasion de l'Aïd el-Fitr[73].
- États-Unis : le 29 mai, alors qu'une des manifestations antiracistes se déroulait dans la ville, deux hommes en voiture s'arrêtent devant le tribunal du comté de Santa Cruz à Oakland et tirent sur deux policiers du comté qui y montaient la garde, tuant l'un (Dave Patrick Underwood 53 ans) et blessant gravement l'autre, avant de s'enfuir ; l'un des deux assaillants sera identifié comme le sergent Steven Carrillo de l'US Air Force, et arrêté le 7 juin, un AR-15 et un atelier de fabrication de bombes seront retrouvés dans une camionnette qui lui appartient ; un complice présumé identifié comme Robert Justus sera aussi arrêté ; l'enquête démontre qu'ils appartenaient au mouvement d'extrême-droite Boogaloo, qui voulait faire accuser les manifestants noirs de Black Lives Matter dans l'objectif de déclencher une guerre civile aux États-Unis[74]. Pour l'arrestation de Carrillo lire ci-dessous.
- Burkina Faso :
  - le 29 mai, un convoi de commerçants est attaqué entre les localités de Dougouma et Ingané dans la province du Loroum, provoquant 15 morts et plusieurs blessés et portés disparus parmi les civils et les membres d'un groupe d'autodéfense qui les escortaient, le gouvernement attribue l'attaque aux groupes djihadistes[75];
  - le 30 mai, l'attaque d'un convoi humanitaire sur une route au nord de Barsalogho provoque 13 morts (7 gendarmes et 6 civils), 6 disparus et une quarantaine de blessés dont 7 graves, les autorités locales accusent des groupes armés terroristes djihadistes[76]
  - le 31 mai :
    - des hommes armés à moto font irruption sur le marché au bétail de Kompienbiga, poursuivent et tirent sur les fuyards, et détroussent ceux qui restent sur place, 30 morts sont confirmés mais les autorités locales parlent d'un bilan beaucoup plus lourd non-déterminé[77];
    - un autre convoi humanitaire est attaqué sur une route au nord de Barsalogho près de Foubé, provoquant au moins 25 morts, cette attaque comme la précédente est attribuée par le gouvernement à des groupes djihadistes[77],[78].

### Juin
- Niger : le 1er juin, une cinquantaine de djihadistes à motos attaquent un camp de réfugiés maliens à Intikane, provoquant 3 morts dont 2 Maliens (le président du Comité des réfugiés et le président du Comité de vigilance des réfugiés) et 1 Nigérien (le chef coutumier du groupement nomade de Tahoua), enlèvent un des gardiens du camp, pillent le magasin de vivres et sabotent le système de ravitaillement en eau potable et les antennes téléphoniques[79].
- Indonésie : dans la nuit du 1er au 2 juin, un petit groupe attaque un poste de police dans le sous-district du Daha du Sud (district d'Hulu Sungai du Sud, province du Kalimantan du Sud) avec des épées, tuant un policier et en blessant deux autres, un des assaillants est abattu et les autres parviennent à s'enfuir, un manifeste djihadiste retrouvé sur le corps de l'assaillant portant à la fois la signature et le nom de celui-ci (Abdurrahman) et le symbole de l'État islamique amène les enquêteurs à privilégier la piste de cette organisation terroriste[80].
- États-Unis : le 7 juin, la camionnette du membre du mouvement d'extrême-droite Boogaloo Steven Carrillo est repérée sur une route à la périphérie de Ben Lomond (Comté de Santa Cruz, Californie), la police du comté tente alors de l'interpeller, mais Carrillo les attaque avec un AR-15 et des bombes artisanales qu'il transportait dans son véhicule, tuant 1 policier (le sergent Damon Gutzwiller 38 ans) et en blessant 3, abandonne son véhicule et tente de carjacker un autre, avant d'être blessé par balles et arrêté vivant ; les enquêteurs pensent qu'au moment de son interpellation, il était en route pour commettre un attentat d'ampleur[81].
- Nigeria : le 9 juin :
  - à Gubio, dans le nord-est du pays, 81 personnes sont massacrées, probablement par des membres de Boko Haram.
  - le village de Felo (État de Borno) est rasé et 69 de ses habitants sont tués par des djihadistes de l'ISWAP, une branche dissidente de Boko Haram, qui agissaient en représailles car une milice locale avait tué des membres de ce groupe terroriste en défendant le bétail de Felo contre un raid[82].
- Frontière entre le Burkina Faso et la Côte d'Ivoire : dans la nuit du 10 au 11 juin, le poste-frontière ivoirien de Kafolo est attaqué, 10 militaires ivoiriens sont tués et 6 blessés, l'assaillant est abattu, les autorités ivoiriennes attribuent l'attaque au GSIM car elles pensent qu'il s'agit de représailles à la suite d'une opération conjointe des armées burkinabé et ivoirienne qui avait abouti à la mort de 8 djihadistes présumés et à la capture de 38 d'entre-eux deux semaines plus tôt, il s'agit du premier attentat en Côte d'Ivoire depuis mars 2016[83].
- Nigeria : le 14 juin, ISWAP mène plusieurs attaques coordonnées dans le nord-est :
  - des djihadistes arrivent en pick-up et engagent un affrontement avec une milice d'autodéfense locale pro-gouvernement qui défendait le village de Goni Usmanti, et s'en prennent aux villageois qui essayent de fuir, provoquant 38 morts (32 civils et 6 miliciens)[84] ;
  - en repartant, les assaillants croisent un camion de commerçants et l'incendient, nombre de morts inconnus, 2 survivants[84] ;
  - des membres de l'ISWAP, peut-être les mêmes, attaquent la garnison de Monguno, à une soixantaine de kilomètres à l'est de Goni Usmanti, causant 15 morts (9 soldats, 1 milicien et 5 civils) et au moins 37 blessés parmi les habitants de la garnison, tandis que les militaires les repoussent, tuant 20 djihadistes dans les affrontements[84] ;
  - pendant ce temps, d'autres insurgés incendient plusieurs bâtiments et véhicules devant un centre de travailleurs humanitaires de l'ONU proche de la garnison, et déposent une bombe devant la porte, mais celle-ci n'explose pas[84].
- Pakistan : () une grenade est lancée sur la file d'attente d'un bureau d'aide sociale de Karachi, provoquant 1 mort et 8 blessés, l'auteur de l'attentat est inconnu[59].
- Royaume-Uni (Angleterre) : le 20 juin, un homme poignarde 6 personnes dans un parc de Reading, près de Londres, après avoir crié des propos incompréhensibles, l'attaque fait 3 morts et 3 blessés, et l'assaillant est arrêté ; le lendemain de l'attaque la police traite l'incident comme terroriste[85] ;
- Mexique :
  - le 25 juin, le Cartel de Santa Rosa de Lima tente de faire exploser une voiture piégée à côté d'une station-essence de Salamanca (Guanajuato) pour exiger la libération de son chef José Antonio Yépez "El Marro" arrêté le 20 juin précédent, mais les explosifs ne s'actionnent pas[86] ;
  - le 26 juin, une autre attaque à la voiture piégée du même cartel pour les mêmes raisons devant un poste de police de León (Guanajuato) rate[87] ; les deux attentats ratés font partie d'une campagne plus large de violence dans tout l’État de Guanajuato pour exiger la libération d'El Marro, qui se déroule du 21 au 30 juin.
  - le 26 juin, le véhicule du secrétaire à la sécurité de Mexico, Omar García Harfuch, est visé par de très nombreux tirs d'armes automatiques, il est hospitalisé dans un état stable, 3 personnes décèdent (deux gardes du corps et une passante)[88], 12 personnes sont arrêtées sur les lieux de l'attaque, les autorités mexicaines accusent le Cartel de Jalisco Nouvelle Génération[89] ; avec de nouvelles arrestations le lendemain, en tout 28 personnes sont détenues, dont le commanditaire présumé José Armando N. “El Vaca”[88].
- Royaume-Uni (Écosse) : le 26 juin, une attaque au couteau fait 6 blessés (dont un policier) dans un hôtel de Glasgow[90].
- États-Unis : le 27 juin, une ou deux personnes tirent sur des manifestants antiracistes pacifistes à Louisville (Kentucky), provoquant la mort de l'un d'eux, avant de s'enfuir, selon le journal local Louisville Courrier Journal l'attaque a été menée par "un groupe patriote armé" opposé aux manifestations[91].
- Mozambique : le 27 juin, un véhicule de Fenix Constructions Service Lda, une entreprise gazière locale travaillant pour Total, est attaqué par 5 hommes portant des uniformes des Forces armées du Mozambique à 4 km au nord de Mocímboa da Praia dans la Province de Cabo Delgado, sur les 14 occupants du véhicule il y a 8 morts confirmés, 3 disparus et 3 survivants confirmés[92] ; le groupe islamiste Ahlu Sunna Wal-Jama (allié de l'État islamique) est suspecté car il a déjà revendiqué plusieurs attaques contre des infrastructures gazière dans cette province, mais l'hypothèse de mercenaires travaillant pour des intérêts privés n'est pas exclue[92].
- Afghanistan : le 29 juin, 23 civils sont tués et 15 blessés dans une série d'explosions sur le marché du district de Sangin de la province du Helmand, les autorités militaires et politiques du Helmand accusent les Talibans, ces-derniers nient et accusent de leur côté "des mercenaires" travaillant pour les autorités[93].
- Pakistan : le 29 juin, la Bourse de Karachi est attaquée par un commando armé, qui tue 4 gardes et policiers, les 4 membres du commando sont aussi abattus par la police sans avoir pu pénétrer dans la bourse, l'attaque est revendiquée sur Twitter par les indépendantistes de l'Armée de Libération du Balouchistan, qui précise qu'elle a été menée par la Brigade Majeed, une de ses unités[59].

### Juillet
- Somalie :
  - le 3 juillet, un kamikaze se fait exploser avec sa voiture-piégée à un checkpoint du port de Mogadiscio, blessant 5 personnes, la police n'accuse personne mais les médias mentionnent les Shebabs[94] ;
  - le 4 juillet :
    - un attentat à la bombe devant le centre national des impôts à Mogadiscio blesse 7 personnes[95] ;
    - un autre attentat à la bombe dans le centre des impôts de la Somalie-du-Sud-Ouest dans sa capitale Baidoa cause au moins 5 morts et 10 blessés, le gouvernement accuse les Shebabs[95] ;

  - le 5 juillet, l'homme politique et juriste Mohamed Mohamud Siyad est enlevé puis exécuté sur une route proche du village de Gololey (environ 30 km au nord de Mogadiscio), les Shebabs revendiquent l'assassinat[96].
- Irak : le 6 juillet 2020 Hicham al-Hachémi, chercheur spécialiste internationalement reconnu des mouvements djihadistes est assassiné par balles par des hommes à moto devant son domicile à Bagdad ; le 16 juillet 2021, quatre personnes sont arrêtées, dont le tireur, Ahmad el-Kenani, un policier irakien soupçonné d'avoir agit pour le compte d'une milice chiite pro-iranienne[97].
- Afghanistan :
  - le 7 juillet, les forces de sécurité de Kaboul contrecarrent une attaque d'ampleur contre la capitale, néanmoins une bombe explose blessant 2 civils[98] ;
  - le 8 juillet
    - vers 4h du matin, un kamikaze se fait exploser dans un véhicule militaire piégé près du QG de la police et de la résidence du gouverneur de Kandahar, tuant 3 membres des forces de sécurité et blessant 14 personnes (civils et forces armées mêlés), les Talibans revendiquent l'attentat[98] ;
    - l'explosion d'un véhicule piégé des Talibans tue trois policiers, le chef de la police du district de Dayak (est de l'Afghanistan) et ses deux gardes du corps[99].
- Afrique du Sud : le 11 juillet, un groupe d'hommes armés attaque et incendie des véhicules devant l'Église sainte internationale pentecôtiste à Zuurbekom (banlieue ouest de Johannesburg) tuant 5 personnes, et prend de force les locaux de l’Église, avant que la police n'intervienne et arrête 41 personnes (dont 6 hospitalisées après avoir été blessées par balles) dont des policiers, des militaires et du personnel pénitencier hors-service[100] ; l'hypothèse privilégiée par les enquêteurs est que cette attaque est liée aux querelles qui opposent deux courants pentecôtistes opposés au sein de cette Église qui veulent tous les deux en prendre le contrôle depuis la mort de son fondateur Comforter Glayton Modise en 2016[100].
- Afghanistan :
  - le 11 juillet, l'explosion d'une bombe sur le bord d'une route rurale dans la province de Ghazni tue 6 civils et en blesse 8 autres, le porte-paroles des autorités de la province Wahidullah Jamazada accuse les Talibans, et émet l'hypothèse qu'ils auraient agit en représailles car la veille 8 talibans avaient été tués et 4 blessés par l'Armée nationale afghane[99] ;
  - le 13 juillet, les Talibans mènent et revendiquent une série d'attaques contre des checkpoints des forces de sécurité :
    - 7 morts dans la province du Badakhshan[101] ;
    - 14 morts dans celle du Kunduz (nord du pays)[101] ;
    - 4 morts dans celle de Parwan[101] ;
    - le QG des forces de sécurité de la province du Samangan à Aybak est attaqué avec une voiture piégée et par un commando armé, 10 membres des forces de sécurité sont tués et 54 personnes sont blessées, les 4 membres du commando sont abattus[101].

  - le 14 juillet, un commando de talibans entrent dans le domicile du chef du village de Ghor, et l'abattent lui et sa femme car ils étaient pro-gouvernement ; leur fille, Qamar Gull, une adolescente d'entre 14 et 16 ans, attaquera ensuite le commando pour les venger, tuant 2 Talibans et blessant les autres, ce qui fait d'elle une héroïne des Afghans anti-Talibans ; une autre attaque des Talibans contre le domicile de Gull est tentée dans les jours suivants, mais rate car ils sont repoussés par des villageois et des miliciens pro-gouvernement[102].
- France : le 15 juillet, le groupe indépendantiste corse FLNC revendique un attentat à la bombe commis la nuit précédente contre le siège du groupe départemental de gendarmerie dans la caserne de Montesoro à Bastia (Haute-Corse) ; cependant, l'attentat n'a fait ni blessé ni dégâts matériels, au point que seul le fait que le bruit de l'explosion ait été entendu semble confirmer que l'attentat ait bien eu lieu[103].
- Ukraine (territoire contrôlé par le gouvernement ukrainien): le 21 juillet, à Loutsk, 13 personnes sont prises en otage dans un bus par un individu se faisant appeler "Maxime Plokhoï" (qui peut se traduire par "Mauvais Maxime" en ukrainien et donc probablement le pseudonyme d'un bandit sorti de prison dénommé Maxime Krivoch), qui tire sur un drone de la police et en direction des policiers et leur jette des grenades, mais celles-ci n'explosent pas ; la police obtient la libération de trois otages[104] après que le premier ministre Volodymyr Zelensky ait accepté l'une des demandes du preneur d'otages, puis de tous les autres, le Maxime se rend[105] ; une polémique éclate après, lorsque certains Ukrainiens reprochent à Zelensky d'avoir accepté de négocier avec un terroriste, alors que d'autres répondent que la demande - faire une vidéo qui encourageait les Ukrainiens à regarder le documentaire Earthlings - était assez inoffensive et a permis de sauver les otages sans faire de blessés[106].
- Égypte : les Forces armées égyptiennes affirment avoir déjoué un attentat contre un poste militaire du Sinaï à la dernière minute le 21 juillet, cependant des combats ont quand-même éclatés, provoquant 2 morts et 4 blessés chez les militaires, et 18 djihadistes présumés (selon l'Armée) ont été abattus[107].
- Nigeria : le 22 juillet, Boko Haram exécute 5 travailleurs humanitaires enlevés à des dates différentes durant le mois de juin[108].
- Afghanistan :
  - le 25 juillet, le chef adjoint de la police de la province de Kapissa et un autre policier meurent dans une embuscade tendue par les Talibans dans les environs de Kaboul, un civil est également blessé[109] ;
  - le 30 juillet, une voiture-piégée explose à Pol-é 'Alam contre un groupe de civils qui faisaient leurs courses pour préparer la fête de l'Aïd al-Adha, causant 17 morts et 21 blessés selon l'hôpital de la ville (8 morts et 30 blessés selon le gouvernement), l'attentat n'est pas revendiqué et le porte-parole des talibans Zabihullah Mujahid assure que son groupe n'a rien à avoir avec alors qu'une trêve de trois jours avec le gouvernement pour l'Aïd al-Adha doit commencer le lendemain[110].
- Tchad : le 31 juillet, Boko Haram attaque le village de Tenana, ses membres tuent 10 civils, en enlèvent 7 autres, et pillent le village[111].
- Nicaragua : dans un contexte où des églises sont volontairement dégradées depuis plusieurs semaines, et où les relations entre le gouvernement nicaraguayen et l’Église catholique sont exécrables car le président Daniel Ortega accuse les autorités ecclésiales d'avoir soutenue une tentative de coup d’État contre lui, un incendie se déclare dans la cathédrale métropolitaine de Managua, calcinant une image du Sang du Christ présente au Nicaragua depuis 382 ans, une des images les plus vénérées du pays ; selon la police nationale l'incendie est dû à un court-circuit électrique, cependant selon les témoins de la scène il a été provoqué par un cocktail molotov ou une bombe incendiaire, ce qui amène les autorités ecclésiales nationales et internationales, toute l'opposition nicaraguayenne et plusieurs ONG de défense des Droits Humains à parler d'un acte de terrorisme d’État[112].

### Août
- Cameroun : une grenade est lancée contre le camp de réfugiés de Nguetchéwé, très près de la frontière avec le Nigeria, 18 personnes sont tuées et 11 blessées, les autorités locales suspectent Boko Haram en faisant le lien entre cet attentat et un affrontement entre ce groupe et une milice d'autodéfense qui avait eu lieu plus tôt dans la journée[111].
- Afghanistan : les 2 et 3 août, trois bombes dont une voiture-piégée explosent devant une prison de Jalalabad puis des affrontements par balles opposent le personnel pénitencier et des assaillants, 29 personnes (forces de sécurité, civils et prisonniers confondus) et quelques dizaines sont blessés, 10 assaillants sont abattus ; 700 prisonniers - majoritairement des membres des Talibans et de Daech capturés - s'évadent, 400 étaient rattrapés au 3 août au soir mais 300 restaient en fuite ; l'État islamique revendique l'attaque[113], qu'il a peut-être mené en représailles à la mort d'Assadullah Orakzai, un haut-responsable de l'organisation djihadiste abattu quelques jours plus tôt par les services de renseignement afghan[114].
- Burkina Faso : le marché aux bestiaux du village de Fada N'Gourma est attaqué le 7 août par des hommes armés non-identifiés, une vingtaine de personnes sont tués, l'attentat n'est pas revendiqué[115].
- Somalie : le 8 août, un minivan piégé explose dans le camp militaire de la 27e brigade à Mogadiscio juste après avoir passé le checkpoint, selon les secours 8 personnes sont tuées et 14 blessées, les Shebabs revendiquent l'attentat.
- Niger : le 9 août, 8 personnes – 2 Nigériens et 6 humanitaires français d'ACTED – sont tués par des hommes à moto dans la zone naturelle environnant Kouré, qui est pourtant la zone la moins dangereuse du Niger[116].
- Afghanistan : le 9 août, 7 policiers sont tués et 15 blessés par l'explosion d'une voiture de police devant un poste de police de Ghazni, l'attentat n'est pas revendiqué[117].
- Somalie : le 10 août dans la prison centrale de Mogadiscio, quatre détenus shebabs (dont trois condamnés à perpétuité) s'emparent des armes de leurs gardiens et tuent au moins 4 personnes[118].
- Pakistan : le 10 août, l'explosion d'une moto-piégée contre un véhicule de la police anti-drogue à Chaman - ville où les terroristes indépendantistes baloutches du Front de libération du Baloutchistan sont très actifs - provoque 5 morts et 20 blessés[119].
- Burkina Faso : le 11 août, Souaibou Cissé, grand imam de Djibo, un important imam modéré qui avait déjà survécu à plusieurs tentatives d'assassinat, est enlevé par un groupe armé alors qu'il était dans un bus qui faisait la liaison entre Ouagadougou et Djibo, son corps sera retrouvé non loin du lieu de l'enlèvement le 15 août[120].
- Mozambique : La ville de Mocímboa da Praia est prise par Ansar al-Sunna affilié à l’État Islamique le 12 août, au terme de cinq jours d’affrontements dans les localités environnantes[121].
- Inde : le 13 août, le lendemain du premier anniversaire de la révocation de l'autonomie constitutionnelle du Cachemire et deux jours avant le Jour de l'Indépendance, des islamistes attaquent par balles une patrouille de police à Srinagar (Jammu-et-Cachemire) puis s'enfuient, 2 policiers sont tués et 1 blessé, le chef de la police du Cachemire Vijay Kumar a annoncé que les responsables avaient été identifiés et qu'ils étaient recherchés pour être "neutralisés"[122].
- Afghanistan :
  - le 13 août, l'explosion d'une mine sur une route rurale de la province de Kandahar tue 4 civils et en blesse 6 autres[123].
  - le 14 août, Fawzia Kooffi, militante des droits des femmes et députée afghane qui participe aux négociations de paix avec les Talibans, est blessée par balles sur l'autoroute Parwan-Kaboul et doit être hospitalisée, la tentative d'assassinat n'est pas revendiquée et les Talibans nient toute responsabilité[124], Kooffi maintient sa participation aux négociations[125].
- Somalie :
  - le 16 août, une voiture piégée explose contre l'hôtel Elite situé sur la plage Lido à Mogadiscio, puis un commando armé attaque l'intérieur de l'hôtel, provoquant 16 morts (dont un haut fonctionnaire du ministère de l'information Abdirasak Abdi) et 43 blessés, les Shebabs revendiquent l'attentat[118],[126] ;
  - le 17 août, un kamikaze percute le portail d'une caserne militaire de la région de Goofgaduud (sud-ouest), permettant à d'autres Shebabs d'entrer pour y déposer une bombe dissimulée sous un cadavre, l'attaque fait 5 morts selon Mohamed Aden l'officier de Baidoa, et 8 morts dont le commandant de la base selon le porte-parole de Shebabs Abdiasis Abu Musab[126].
- Afghanistan : le 18 août pour le 101e anniversaire du Jour de l'Indépendance, des roquettes sont tirées depuis un véhicule sur le palais présidentiel où se tenait la cérémonie de commémoration et des maisons à côté, ce qui fait dix ou seize blessés, l'attaque n'est pas revendiquée[127]
- Irak : le 19 août, la militante féministe et leader des manifestants anti-gouvernement à Bassorah en 2017 Riham Yacoub est assassinée dans cette ville à bout portant par deux individus qui s'enfuient ensuite en moto, la piste d'un assassinat par une milice pro-Iran en raison des liens de Yacoub avec le consulat américain de Bassorah est privilégiée, le chef de la police de la ville est limogé par le premier ministre Moustafa al-Kazimi après cet événement[128].
- Philippines : le 24 août, un double-attentat dans la ville de Jolo (île de Jolo province de Sulu), l'explosion d'une moto-piégée devant un supermarché puis l'explosion d'une kamikaze contre un policier qui tentait de la contrôler durant l'évacuation des blessés, provoque 15 morts (dont au moins 5 militaires, 1 policier et 4 civils) et 75 blessés (dont au moins 16 militaires et 20 civils), les autorités militaires philippines suspectent le groupe djihadistes Abou Sayyaf et émettent l'hypothèse qu'il aurait agi en représailles à l'arrestation d'un de ses chefs Abduljihad Susukan quelques semaines plus tôt[129] ; l'utilisation d'une kamikaze inquiète les spécialistes du terrorisme aux Philippines car ceci ne correspond pas au mode opératoire habituel d'Abou Sayyaf[130].
- Afghanistan : le 25 août, un camion-piégé explosé contre des commandos de l'Armée nationale afghane provoquant 3 morts (dont 2 militaires) et 41 blessés (dont 6 militaires), les Talibans revendiquent l'attentat[131].
- Afghanistan : le 28 août, deux explosions visant des véhicules qui se rendaient à un mariage à Spin Boldak tuent 13 civils et en blessent 2[132].
- Haïti : dans la nuit du 28 au 29 août, le bâtonnier de Port-au-Prince, maître Monferrier Dorval, est assassiné par balle à son domicile, selon l'enquête il s'agit d'un acte terroriste[133],[134].

### Septembre
- Afghanistan : le 1er septembre, une unité des forces de sécurité est visée par l'explosion d'une voiture piégée puis attaquée par balles par plusieurs tireurs à Gardêz, 3 policiers sont tués et 5 sont blessés, 2 assaillants sont tués, les Talibans revendiquent l'attaque[135].
- Cameroun : le 2 septembre, au moins 7 personnes sont tuées et 14 blessées dans un attentat-suicide à Goldavi, un village dans l'Extrême-Nord du pays qui accueille de nombreux réfugiés[136].
- Afghanistan : le 3 septembre, 3 civils sont tués et 1 gravement blessé dans l'explosion de leur véhicule sur une mine artisanale posée sur une route du district de Pacheragam (province de Nangarhar), l'attentat n'est pas revendiqué[137]
- Mali :
  - le 4 septembre, des djihadistes tendent une embuscade avec des mines et des armes à feu contre les Forces armées maliennes près de Nara, l'attaque fait 10 morts et plusieurs blessés chez les militaires[138] ;
  - le 5 septembre, 2 militaires français sont tués et 1 blessé par l'explosion d'une bombe artisanale contre leur véhicule dans le Cercle de Tessalit, l'attentat est revendiqué par un groupe lié à Al-Qaïda[139].
- Tunisie : trois homme attaquent des agents de la Garde nationale avec une voiture-bélier puis au couteau à Sousse, tuant 1 gendarme et blessant gravement 1 autre, les 3 assaillants sont abattus, 7 personnes sont arrêtées le lendemain, l'État islamique revendique l'attentat via Amaq[140].
- Afghanistan :
  - le 6 septembre, les Talibans tendent une embuscade aux forces de sécurité afghanes dans le district de Shah Wali Kot, l'attaque est repoussée et 10 Talibans sont tués, aucun mort parmi les militaires[141] ;
  - le 7 septembre, une moto explose sur une mine sur une route du district de Zharai (province de Kandahar), tuant 1 civil et en blessant 1 autre, la police accuse les Talibans[142] ;
  - le 9 septembre, à Kaboul une charrette-piégée explose sur le convoi du vice-président Amrullah Saleh, provoquant également l'explosion d'un magasin de bouteille de gaz qui se trouvait à côté, Saleh lui-même n'est que légèrement blessé à la main, mais l'attentat fait au moins 10 morts et plus de 30 blessés (gardes du corps et civils confondus)[143] ; bien que Saleh soit sur la liste talibanne de personnes à tuer et qu'ils aient déjà tenté plusieurs fois de l'assassiner, à la fois en tant que membre du gouvernement et combattant anti-Talibans dans les années 1990 (il était l'aide du Commandant Massoud), dans ce cas précis le groupe nie être à l'origine de cette attaque, alors que des négociations de paix entre eux et le gouvernement sont sur le point de démarrer[143].
- Mozambique : le 9 septembre, des djihadistes prennent le contrôle des îles de Metundo et Vamizi, au large de la Province de Cabo Delgado, expulsent leurs occupants - dont beaucoup étaient déjà des réfugiés de villages ou de la ville de Mocímboa da Praia qui avaient fuient les islamistes de Ansar al-Sunna en se rendant dans ces îles - en les forçant à retourner sur le continent et incendient leurs maisons, il n'y a cependant pas de blessé[144].
- Suisse : le 12 septembre, Omer A., un turco-suisse, tue au couteau un ressortissant portugais de 29 ans attablé dans un kebab à Morges. Atteint de troubles mentaux, il justifie son geste par son envie de "plaire à Dieu" et de "punir la Suisse". Le caractère djihadiste du meurtre est retenu : il est condamné à 20 ans de prison[145].
- France : le 25 septembre à Paris vers 11h45, un individu armé d'un hachoir, agresse 2 employés de la société de production audiovisuelle Premières Lignes devant leur locaux, rue Nicolas-Appert (L'ancien emplacement du journal satirique Charlie Hebdo). Les 2 victimes sont évacuées dans un état grave, tandis que 2 suspects sont arrêtés quelques heures après les faits. L'agresseur présumé, arrêté près de l'Opéra Bastille, serait un demandeur d'asile pakistanais de 18 ans. L'attaque n'est, au soir du 26 septembre, pas revendiquée, mais le parquet anti terroriste s'est saisi de l'affaire[146].

### Octobre
- Allemagne :
  - Le 4 octobre, une attaque au couteau a lieu à Dresde et fait 1 mort et 1 blessé. L'attaquant un syrien de 20 a été arrêté, il était connu de la justice pour radicalisation. Les autorités parlent d'« acte à la probable motivation politique »[147].
  - Le 4 octobre, un étudiant juif est violemment agressé à l'arme blanche devant une synagogue de Hambourg. L'agresseur a été arrêté, il était porteur d'une croix gammée[148].
- France : Le 16 octobre 2020, une attaque terroriste islamiste est commise à proximité d’un collège à Conflans-Sainte-Honorine où Samuel Paty, un fonctionnaire de l’Éducation Nationale, professeur d’Histoire et Géographie est assassiné à l'arme blanche par Abdoullakh Anzorov, un jeune russe d’origine tchétchène en représailles d’une récente leçon sur la liberté d’expression illustrée par des caricatures de Mahomet issues du journal satirique Charlie Hebdo stigmatisée sur les réseaux sociaux[149].
- Afghanistan : le 24 octobre 2020, un kamikaze se fait sauter à proximité du centre éducatif Kawsar, situé dans le quartier Dashte Barchi à Kaboul, provoquant la mort de 30 personnes et en blessant 70 autres (majoritairement des étudiants)[150]. Daech a revendiqué la responsabilité de l'attentat dans une déclaration sur Telegram[151].
- Pakistan : le 27 octobre 2020, une bombe explose dans l'enceinte de la madrassa Jamia Zubairia du quartier de Dir Colony à Peshawar, alors que son directeur, le cheikh afghan Rahimullah Haqqani (connu pour son opposition à Daech), donnait un cours à de nombreux étudiants en sciences religieuses (toulab al-'ilm)[152],[153]. Au moins 8 personnes meurent et 136 sont blessées par l'attentat[152].
- France : Le 29 octobre 2020, un homme a attaqué plusieurs personnes au couteau dans la basilique Notre-Dame-de-l'Assomption de Nice, causant 3 morts, le terroriste a été blessé par la police municipale et transporté à l’hôpital Pasteur.
- Arabie saoudite : le 29 octobre 2020, un garde du consulat français de Djeddah est attaqué et blessé à l'arme blanche, l'assaillant, un Saoudien est arrêté[154].

### Novembre
- Afghanistan : le 2 novembre 2020, un attentat-suicide vise l'université de Kaboul, tandis que deux hommes armés s'en prennent aux étudiants faisant 22 morts au moins, l'EI revendique l'attentat[155].
- Autriche : le 2 novembre 2020 au soir, une attaque vise la capitale Vienne faisant 4 morts et 23 blessés, dont un policier, l'état islamique revendique l'attaque[156].
- Bolivie : le 5 novembre, au cours d'une journée de manifestations et de blocages de route dans tout le pays à l'appel du groupe d'extrême-droite Comité Cívico qui conteste les résultats des élections générales gagnées par la gauche, le QG de campagne du président socialiste récemment élu Luis Arce est visé par un attentat à la dynamite alors qu'il y rencontrait le chef du parti majoritaire de gauche MAS Sebastián Michel, la tentative d'assassinat ne fait pas de blessé[157],[158].
- Afghanistan : le 7 novembre, Yama Siawash, un ancien présentateur de télévision, est tué dans l'explosion de sa propre voiture à Kaboul, il semblerait qu'il soit le premier d'une série d'assassinats ciblés contre des journalistes, des militaires et des politiciens imputés à l’État islamique (bien que certains de ses meurtres auraient pu être causés par d'autres groupes ou personnes qui s'en servent pour brouiller l'enquête)[159],[160].
- Mozambique : le 10 novembre 2020, au moins 50 villageois sont tués (pour certaines décapités ou démembrés) dans une ville de la région de Cabo Delgado. L'attaque est perpétrée par des combattants liés à l’organisation État islamique[161].
- Arabie saoudite : le 11 novembre 2020, une attaque à la grenade vise le cimetière non musulman de Djeddah lors des cérémonies du 11 Novembre où était présent le corps diplomatique français, britannique et italien, l'attaque fait 2 blessés[162], le terroriste est arrêté quelques heures plus tard.
- Afghanistan :
  - le 12 novembre, le journaliste Aliyas Dayee, déjà menacé par les Talibans par le passé, est tué par une bombe placée dans sa voiture à Lashkar Gah, un suspect sera arrêté en décembre, il semblerait qu'il fasse partie d'une série d'assassinats ciblés imputés à l’État islamique[159],[160] ;
  - le 21 novembre :
    - deux explosions de «bombe collante» sont signalées à Kaboul, dont une contre une voiture de police qui tue 1 policier et en blesse 3 autres[163] ;
    - à 8h30, 23 roquettes touchent un quartier du nord de Kaboul adjacent à la zone verte - le quartier des ambassades, de la présidence et des sièges des forces armées afghanes à Kaboul - (bien qu'une seule roquette qui n'explose pas touche la zone verte elle-même), causant 8 morts et 31 blessés ; l’État islamique revendique avoir tiré 28 roquettes, cependant le gouvernement afghan accuse les Talibans, dont le porte-parole Zabihullah Mujahid nie en expliquant : « Nous ne tirons pas à l'aveugle sur des lieux publics »[163].

  - le 24 novembre, l'explosion de deux bombes à Bâmiyân tue au moins 14 civils, l'attentat n'est pas revendiqué[164] ;
  - le 29 novembre :
    - un attentat-suicide à la voiture piégée à Qalât tue 1 civil et en blesse 20, l'attentat n'est pas revendiqué mais les autorités suspectent les Talibans[164] ;
    - un autre attentat-suicide contre une base militaire de la province de Ghazni provoque au moins 30 morts et 24 blessés selon l'hôpital militaire, l'attaque n'est pas revendiquée mais les autorités suspectent les Talibans[164].
- Iran : le 27 novembre 2020, Mohsen Fakhrizadeh, le père du programme nucléaire iranien, est assassiné dans le village d'Absard, où sa voiture est prise pour cible par plusieurs assaillants et par une voiture piégée, selon le ministère de la défense iranien, l'attaque fait en outre 4 morts, l'Iran accuse le Mossad israélien d'en être l'investigateur[165],[166], ce qui en ferait un acte de Terrorisme d'État.
- Nigeria : le 28 novembre, au moins 110 civils (principalement des paysans) ont été massacrés dans l'État du Borno, près du village de Zabarmari, par des djihadistes, le groupe Boko Haram revendique le massacre[167],[168].
- [169]

### Décembre
- Afghanistan : le 10 décembre, la présentatrice de télévision et activiste féministe Malalai Maiwand est abattue avec son chauffeur par des hommes armés à Jalalabad, qui parviennent ensuite à s'enfuir, l'État islamique revendique l'assassinat, les autorités afghanes pensent qu'il fait partie d'une série d'assassinats ciblés menée depuis novembre 2020 contre des journalistes, militaires et politiciens[159],[160].
- Nigéria : le 11 décembre 2020, au moins 333 lycéens sont enlevés à Kankara, dans le nord ouest du pays par la secte djihadiste Boko Haram[170].
- Niger : le 12 décembre 2020, au moins 27 personnes ont été tuées dans la localité de Toumour, par 70 soldats de la secte djihadiste Boko Haram[171].
- Afghanistan :
  - le 12 décembre, dix roquettes sont tirées contre l'Aéroport international de Kaboul et un quartier résidentiel de l'est de la ville, provoquant 1 mort et 2 blessés civils, l’État islamique revendique l'attentat[172] ;
  - le 18 décembre, une moto piégée explose contre une maison où se tenait une cérémonie religieuse privée, tuant 15 enfants et blessant 20 personnes, les autorités accusent les Talibans[173], ce qu'ils nient[174] ;
  - le 19 décembre, cinq roquettes sont tirées contre la base aérienne américaine de Begrâm, ne faisant pas de blessé, l'EI revendique l'attaque[174]
  - le 20 décembre, une voiture piégée explose dans le centre-ville de Kaboul faisant 8 morts et 15 blessés[175], le gouvernement afghan suspecte les Talibans et suspend les négociations de paix (en cours depuis le 12 septembre) jusqu'au 5 janvier[174] ;
  - le 21 décembre, le journaliste Rahmatullah Nekzad est tué par des hommes armés à Ghazni, son meurtre faisant probablement partie d'une série d'assassinats ciblés imputés à l'EI[176] ;
  - le 22 décembre, 5 personnes sont tuées dans l'explosion d'une voiture-piégée à Kaboul[176] ;
  - le 23 décembre, Mohammad Yousuf Rasheed, le directeur exécutif du Forum afghan pour des élections libres et équitables (Fefa), est tué à Kaboul dans une embuscade tendue par des hommes armés, son meurtre faisant probablement partie d'une série d'assassinats ciblés imputés à l'EI[176] ;
  - le 24 décembre, la militante féministe Freshta Kohistani, qui avait reçu des menaces de morts, est assassinée par des tireurs inconnus à moto dans le district de Kohistan dans la province de Kapisa, le meurtre n'est pas revendiqué mais les autorités pensent qu'il fait probablement partie de la série d'assassinats terroristes ciblés[176].
- États-Unis : le matin du 25 décembre, un camping-car piégé explose en plein centre-ville de Nashville (Tennessee) après un compte à rebours diffusé aux haut-parleurs. La puissante déflagration blesse 3 personnes et endommage une rue du centre-ville historique. L'auteur meurt dans l'explosion[177],[178].
- Yémen (zone contrôlée par le Conseil de transition du Sud) : le 30 décembre, attentat à l'aéroport d'Aden fait au moins 25 morts et 110 blessés alors qu'un avion transportant le gouvernement yéménite nouvellement formé venait d'atterrir ; ce gouvernement accuse les rebelles Houthis ce que ces-derniers nient, tandis que le Conseil de Transition du sud accuse un acte de terrorisme d'État commis par le Qatar et la Turquie, et que les fonctionnaires occidentaux sur place accusent les rebelles Houtis mais n'excluent pas la piste d'Al-Qaïda dans la péninsule arabique.